# Glossiphonia concolor
Glossiphonia concolor är en ringmaskart som först beskrevs av Aphathy 1888.  Glossiphonia concolor ingår i släktet Glossiphonia, och familjen broskiglar. Arten är reproducerande i Sverige.